# William Gannaway Brownlow
William Gannaway "Parson" Brownlow (29 de agosto de 1805 – 29 de abril de 1877) foi editor de jornal e político americanno. O 17º governador do Tennessee com mandato de 1865 até 1869, foi também Senador dos Estados Unidos pelo estado do Tennessee com mandato de 1869 até 1875. Tornou-se destaque na década de 1840 como editor do jornal Whig, um jornal polêmico que promovia os ideais do Partido Whig (Estados Unidos) e se opôs à secessão nos anos que antecederam a Guerra Civil. Os pontos de vista de Brownlow, eram intransigentes e radicais e suas implacáveis investidas contra seus adversários fez dele uma das personalidades mais divisionistas na história política de Tennessee e um dos políticos mais controversos da era de reconstrução do Sul.
Brownlow vangloriava-se de que ele "nunca foi neutro" sobre qualquer assunto. Começando sua carreira como Circuit rider Metodista (percorria regiões distantes evangelizando) na década de 1820, Brownlow tanto foi censurado ou elogiado por seus superiores pelos seus ferozes ataques verbais contra rivais missionários de outras religiões. Como um editor de jornal, ele se tornou notório por seus ataques pessoais implacáveis contra seus adversários políticos e religiosos, às vezes ao ponto de ser agredido fisicamente, enquanto ao mesmo tempo construindo uma grande base de assinantes extremamentes leais. Como resultado de sua persistente oposição à secessão após o início da Guerra Civil, ele foi preso em dezembro de 1861 e posteriormente foi forçado a exilar-se no norte.
Como governador, ele adotou a postura dos republicanos radicais e passou grande parte de seu mandato, opondo-se as políticas de seu antigo inimigo político Andrew Johnson. Suas políticas estaduais, que têm sido descritas como autocráticas e progressistas, ajudaram o Tennessee tornar-se o primeiro Estado Confederado a ser readmitido à União após a guerra. A política de Brownlow abandonando ex-confederados e reconhecendo ex-escravos levou ao surgimento da Ku Klux Klan no final da década de 1860.

## Início de  vida
Brownlow nasceu no Condado de Wythe, Virgínia, em 1805, o filho mais velho de Joseph Brownlow e Catherine Gannaway. Joseph Brownlow, um fazendeiro itinerante, morreu em 1816, e Catherine Gannaway três meses depois, deixando William órfão aos 10 anos de idade. Brownlow e seus quatro irmãos foram divididos entre parentes, com Brownlow passando o resto de sua infância na fazenda de seu tio John Gannaway. Aos 18 anos, Brownlow foi para Abingdon, onde aprendeu o ofício de carpintaria de outro tio, George Winniford.:1-3

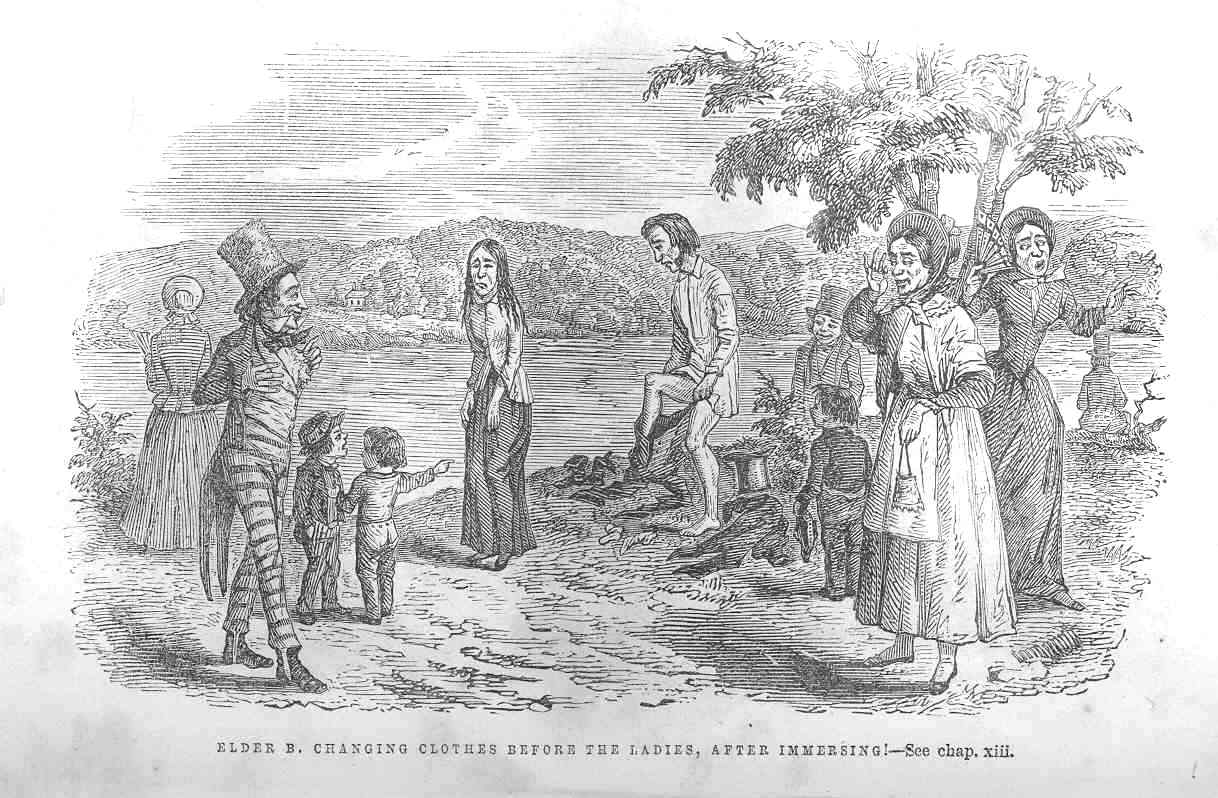
Gravura do livro de Brownlow The Great Iron Wheel Examined, mostrando um ministro batista, trocar de roupa na frente de mulheres horrorizadas após uma imersão batismal. Ataques como este eram típicos de trabalho Brownlow.

Em 1825, Brownlow participou de uma reunião de acampamento perto de Sulphur Springs, Virgínia, onde ele experimentou um renascimento espiritual dramático. Ele recordou mais tarde que, de repente, "todas as minhas ansiedades estavam no fim, todas as minhas esperanças foram realizadas, minha felicidade estava completa". :4 Ele imediatamente abandonou o ofício de carpinteiro e começou a estudar para se tornar um ministro Metodista. No Outono de 1826, ele participou da Conferência anual de Holston da Igreja Metodista em Abingdon. Ele aplicou-se para obter o Ministério itinerante, comumente chamados Circuit rider ou cavaleiros evangelizadores, pois percorriam regiões distantes evangelizando, tendo sido admitido naquele ano pelo Bispo Joshua Soule. :6
Em 1826 Soule deu a Brownlow sua primeira atribuição, o itinerário de Black Mountain, na Carolina do Norte. Foi neste lugar que Brownlow teve seu primeiro problema com os batistas, que estavam se espalhando rapidamente por toda a região sul dos Apalaches, tendo desenvolvido uma antipatia imediata com eles, considerando-os fanáticos intolerantes que se engajaram em rituais "sujos" como lavar os pés. :18 No ano seguinte, ao Brownlow foi atribuído o itinerário de Maryville, Tennessee, onde havia uma forte presença Presbiteriana e Brownlow lembrou mais tarde de ser constantemente assediado por um jovem missionário presbiteriano que provocou-lhe com críticas calvinistas do Metodismo. :19
A rivalidade no Sul de Appalachia entre os Batistas, metodistas e presbiterianos era feroz e os desentendimentos contra as religiões rivais eram comuns entre os missionários. Brownlow, no entanto, levou esses debates para um novo nível, atacando não só teologia Batista e Presbiteriana, mas também o caráter de seus rivais missionários. Em 1828, ele foi processado por calúnia, mas o processo foi arquivado. Em 1831 foi processado por difamação por um pregador Batista e condenado a pagar $5 para seu acusador. :22 Em 1832, Brownlow foi designado para o distrito de Pickens na Carolina do Sul, que reivindicou foi "invadida com batistas" e "nullifiers" (nulificação foi uma crise secessional que anulou impostos federais). Incapaz de avançar no distrito, ele distribuiu um venenoso panfleto de 70 páginas inflamando os Batistas do distrito e galopou com segurança  de volta para as montanhas enquanto os moradores enfurecidos do distrito exigiam que ele fosse enforcado. :25 Este encontro de Brownlow com os nullifiers influenciou mais tarde seus pontos de vista sobre a secessão.
Em 1836, Brownlow casou com Eliza O'Brien, e os dois estabeleceram-se em Elizabethton. Embora Brownlow deixasse o Circuit rider logo em seguida, ele continuou sua firme defesa do Metodismo em posteriores colunas de jornais e livros, e pelo resto de sua vida, ficou conhecido por amigos e inimigos igualmente como "Parson Brownlow".

## Início como editor de jornal

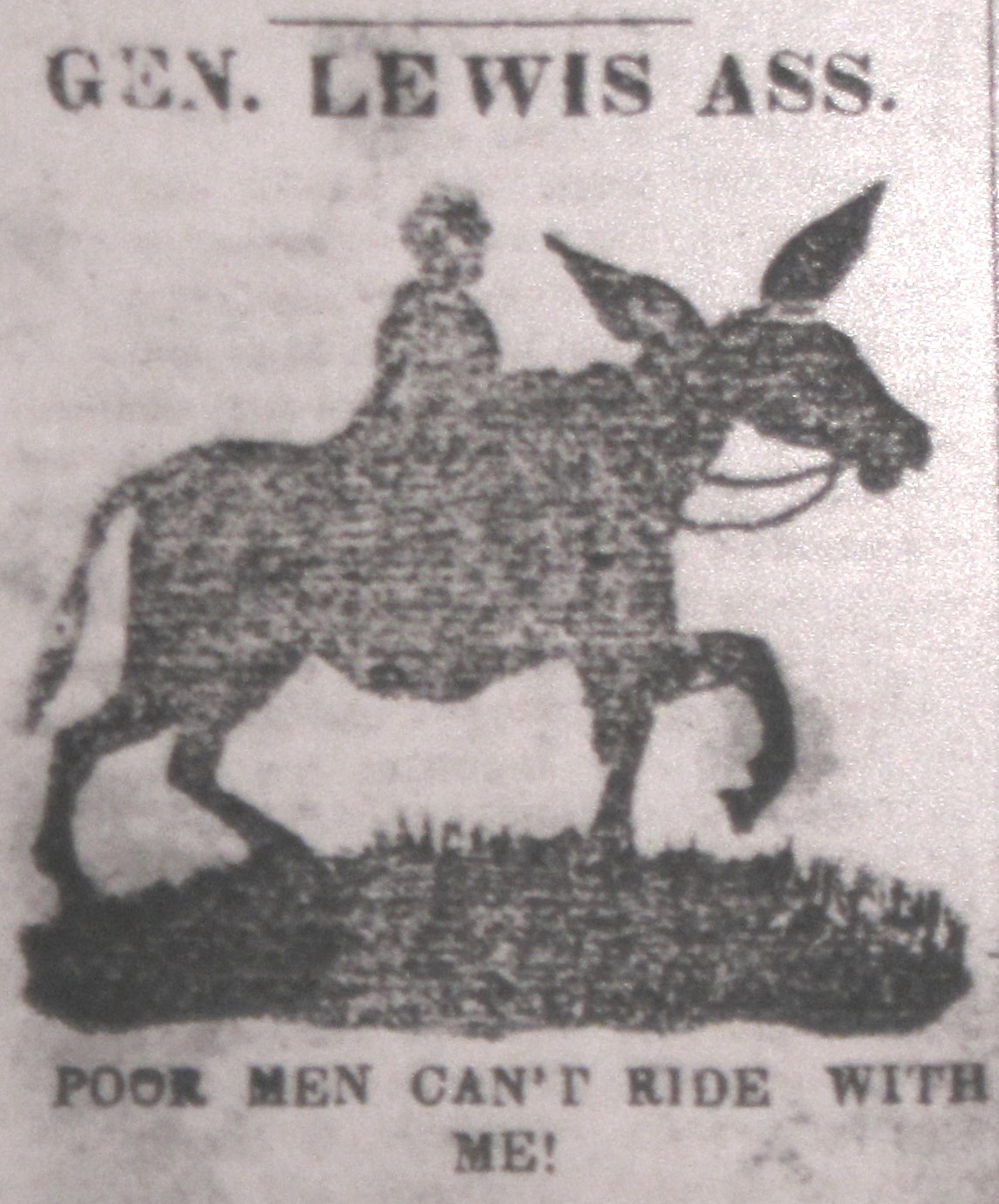
Anúncio em uma matéria de 1848 do Jonesborough Whig, atacando o candidato presidencial Lewis Cass

Em meados da década de 1830, Brownlow escreveu vários artigos anti-nullification para o Juiz Thomas Emmerson em um jornal baseado em Jonesborough, Tennessee, o Washington Republican e Farmer's Journal. Impressionado, Emmerson incentivou Brownlow para prosseguir carreira no jornalismo. Depois que Brownlow estabeleceu-se na vizinha Elizabethton, em 1839, o procurador-geral, T . A. R. Nelson sugeriu que ele lançasse um jornal para apoiar candidatos do partido Whig nas próximas eleições. Brownlow juntou-se com Mason R. Lyon editor ex-sócio de Emmerson, e os dois lançaram o Whig de Tennessee em maio de 1839.
O estilo editorial injurioso de Brownlow rapidamente trouxe amargas divisões para Elizabethton, e ele começou a opôr-se ao político local ex-whig e então democrata Landon Carter Haynes. Depois que o jornal Whig mudou-se para Jonesborough, em maio de 1840, Brownlow abordou Haynes na rua e começou a bater-lhe com uma espada, provocando para que Haynes viesse matá-lo em luta. :39 Haynes foi contratado como editor do Democratic Tennessee Sentinel no ano seguinte, e os dois atacaram-se reciprocamente em seus respectivos jornais pelos próximos anos.
Em 1843 Brownlow disputou contra Andrew Johnson pela sede do 1º distrito do estado para a Câmara dos Representantes dos Estados Unidos. Representando o partido Whig em sua campanha, ele acusou Johnson de ser ilegítimo, sugeriu que parentes de Johnson foram assassinos, ladrões e afirmou que Johnson era um ateu. :121 Johnson ganhou a eleição por 1.300 votos, :117 mas Brownlow continuou atacando seu oponente até a Guerra Civil.

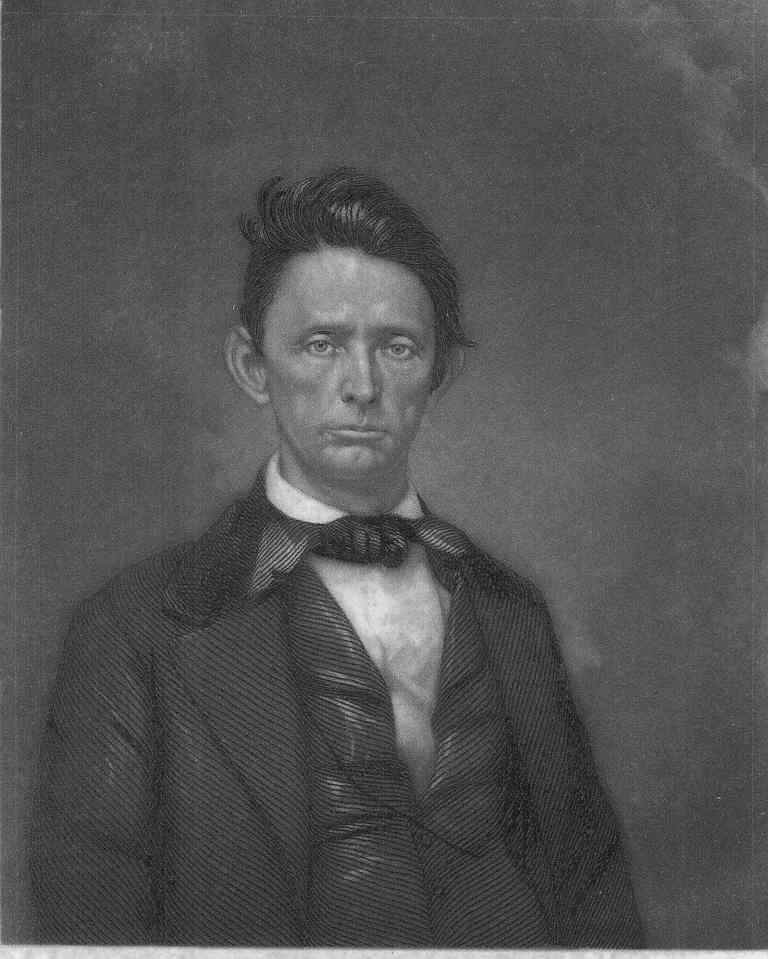
Brownlow, como ele apareceu sobre o frontispício do seu livro de 1856, The Great Iron Wheel Examined

Brownlow apoiou as políticas Whig, como um Banco nacional público federal, financiamento para melhorias internas (obras públicas) e tênues poderes para Presidência. :111 Ele chamou Andrew Jackson da "maior maldição que nunca havia se abatido antes sobre esta nação", e atacou os partidários de Jackson, Locofocos (uma facção radical dos democratas), em seu livro de 1844, A Political Register. :113 Enquanto Brownlow firmemente apoiou candidatos Whig como John Bell e James C. Jones, seu verdadeiro ídolo político foi o senador Kentuckyniano Henry Clay. Este era consistentemente a primeira escolha de Brownlow para o candidato do partido presidencial em toda a década de 1840. :112 O filho de Brownlow, John, recordou que uma das poucas vezes que ele  ouviu o grito de seu pai foi depois que ele tinha recebido a notícia da derrota de Clay na eleição presidencial de 1844. :116
Em maio de 1849, Brownlow mudou o jornal Whig para Knoxville, Tennessee, onde ele já era bem conhecido por seus confrontos com o jornal democrata Standard, que ele tinha apelidado de "folha imunda de mentiras", e também com o seu editor, A. R. Crozier. Antes de sua partida, um assaltante desconhecido deu uma bastonada na testa de Brownlow, deixando-o acamado durante duas semanas. Ele culpou este ato aos interesses dos jornais de Knoxville, que temiam a competição. :37-44 Após a sua chegada, ele se envolveu em uma guerra editorial com o editor Knoxville Register John Miller McKee que durou até a partida de McKee em 1855.
Brownlow juntou-se aos Sons of Temperance (movimento pela lei-seca de bebidas alcoólicas) em 1850, e promoveu políticas de "Pró Temperança" no Whig (um dos seus ataques pessoais mais comuns foi a acusar seus adversários de serem "bêbados"). Após o colapso do partido Whig em meados da década de 1850, ele alinhou-se com o partido Know Nothing, já que ele tinha por muito tempo compartilhado com este movimento os sentimentos anti-católicos e nativistas. :125 Em 1856, publicou o livro Americanism Contrasted with Foreignism, Romanism and Bogus Democracy, sobre catolicismo e falsa democracia, que atacava o catolicismo, estrangeiros e políticos democráticos.
No final da década de 1850, Brownlow virou seus canhões contra os líderes do partido democrático de Knoxville e seus associados. Ele brigou com o Southern Citizen, um jornal pró-secessão publicado pelo empresário William G. Swan e do patriota irlandês John Mitchel (que passou um tempo em Knoxville enquanto estava no exílio) e pelo menos uma vez, ameaçou Swan com um revólver. :49 Após a falência do Bank of East Tennessee em 1858, Brownlow atacou impiedosamente seus diretores. Seus ataques forçaram A. R. Crozier e William Churchwell a fugir do Estado e retirou John H. Crozier da vida pública. Ele processou o outro diretor, J. G. M. Ramsey, e obteve um julgamento civil favorável em nome dos correntistas do banco.:289-290

## Debates religiosos
Enquanto Brownlow deixou a pregação itinerante na década de 1830, ele continuou a atacar os críticos da fé metodista até a Guerra Civil. Em 1842, ele frustrou tentativas de Landon Carter Haynes de juntar-se ao clero Metodista, argumentando que Haynes foi um "público libertino e hipócrita". :45 Em 1843, J. M. Smith, editor do Abingdon Virginian, acusou Brownlow de ter roubado jóias numa reunião de acampamento. Brownlow negou a acusação e acusou Smith de ser um adúltero. Numa reunião da Conferência de Holston dos metodistas daquele ano, Smith tentou sem sucesso expulsar Brownlow da Igreja. :42

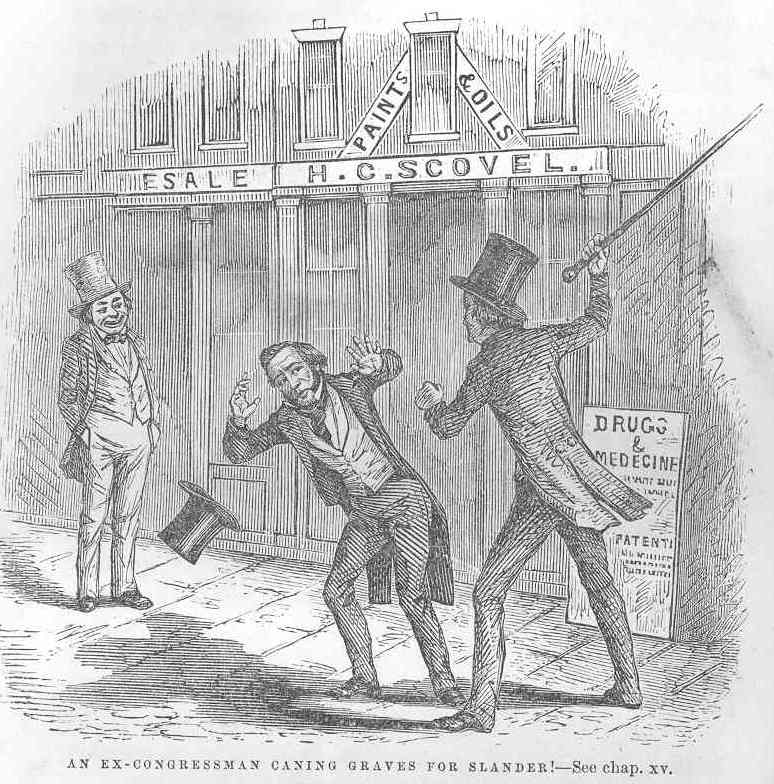
Gravura do livro de Brownlow The Great Iron Wheel Examined, mostrando um ataque calunioso de James Robinson Graves contra um ex-congressista

Na década de 1840, Brownlow brigou com presbiteriano Frederick Augustus Ross (1796–1883). Ross tinha anteriormente "declarado guerra" ao Metodismo em sua revista calvinista, publicada entre 1827 e 1832. Embora distraído por conflitos internos contínuos dentro da Igreja Presbiteriana por quase uma década, ele relançou a revista calvinista em 1845 e começou a atacar mais uma vez o Metodismo. Ross argumentou que a Igreja Metodista era despótica, comparando-a com uma "roda de ferro grande" que iria esmagar a liberdade americana. Ele afirmou que a maioria dos metodistas eram descendentes dos partidários da Guerra da Independência dos Estados Unidos e acusou o fundador da religião, John Wesley, de acreditar em fantasmas e bruxas.
Brownlow inicialmente respondeu a Ross com uma coluna de ataque, "F. A. Ross Corner", no Jonesborough Whig. Em 1847, ele lançou um livro separado, a revisão trimestral Jonesborough, que foi dedicado para refutar ataques de Ross e embarcou em uma turnê de palestras naquele verão. Brownlow argumentou que, enquanto era comum no tempo de Wesley, as pessoas acreditarem em fantasmas, ele forneceu evidências de que muitos ministros presbiterianos ainda acreditavam em tais coisas. Ele ridicularizou Ross como um adúltero "habitual" e o filho de um escravo acusou seus parentes de roubar e cometer atos indecentes (um filho de Ross respondeu à acusação deste último com uma ameaça de morte). Essa briga continuou até Brownlow mudar-se para Knoxville em 1849.
Em 1856, James Robinson Graves, o Ministro Landmark Batista da segunda igreja na Nashville Batista retalhou Metodistas em seu livro, a "grande roda de ferro", que usou terminologia e ataques similares aos que Ross tinha usado na década anterior. Brownlow reagiu rapidamente com o livro The Great Iron Wheel Examined The Great Iron Wheel Examined; Or, Its False Spokes Extracted, publicado nesse mesmo ano. Ele acusou Graves de caluniar um ex-membro da câmara dos representantes, argumentado que os ministros Batistas eram em sua maioria analfabetos e ao contrário a aprendizagem da religião Batista era feita com "egoísmo, fanatismo, intolerância e vergonhosa falta de liberalidade cristã". :73 Ele também zombou do método de batismo dos Batistas, que era por banho de imersão. :75

## Escravidão e secessão

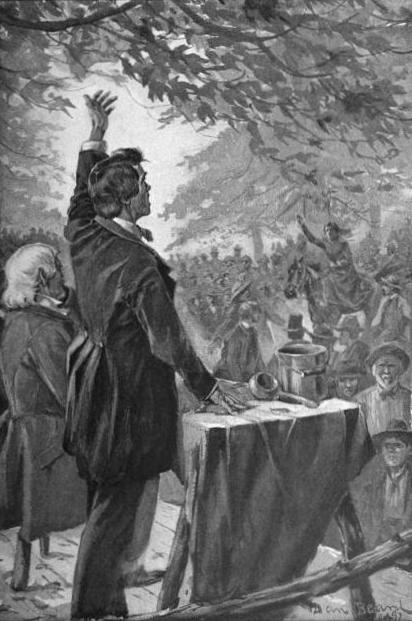
Ilustração de Barton Um herói folclórico, mostrando Brownlow pró-União discursando em Sevierville em 1861

As visões de Brownlow sobre escravidão mudaram ao longo do tempo. Enquanto seus escritos de pré-guerra revelam um forte cunho pró-escravidão, seu nome aparece em uma petição abolicionista de 1834.:xiv No início dos anos de 1840, Brownlow apoiou a Sociedade americana de colonização, que pretendia recolonizar escravos libertos na Libéria.. :94 Nos anos seguintes, no entanto, ele mudou para uma postura firme pró-escravidão. Amigo e colega de Brownlow, Oliver Perry Temple, afirmou que pressão social na década de 1830 empurrou a maioria dos abolicionistas do sul adotar posições pró-escravidão. O historiador Robert McKenzie, no entanto, sugere que a mudança pró-escravidão de Brownlow pode ter sido enraizada na rivalidade entre metodistas do Norte e Sul sobre a questão na década de 1840.:38-39
Nos anos de 1850, Brownlow foi radicalmente pró-escravidão, argumentando que a instituição foi "ordenada por Deus". :108 Ele deu uma defesa bíblica da escravidão em um discurso proferido em Knoxville em 1857, e no ano seguinte, ele lançou um desafio aos abolicionistas do Norte para debater o assunto. O desafio foi inicialmente aceito por Frederick Douglass, mas Brownlow recusou-se a debatê-lo por causa de sua raça. :97 O desafio foi então retomado por Abram Pryne de McGrawville, Nova York, um clérigo da Igreja Congregacional, e editor de um jornal abolicionista. No debate, que teve lugar na Filadélfia em setembro de 1858, Brownlow declarou em seu argumento de abertura:

"Não só eu em toda esta discussão aberta e corajosamente terá opinião que escravidão como existe na América deveria ser preservada, mas que escravidão é uma condição estabelecida e inevitável para a sociedade humana. Eu manterei a opinião que Deus sempre destinou que a relação de mestre e escravo deve existir, que Cristo e os primeiros professores do cristianismo, encontraram a escravidão sem diferença material alguma da escravidão americana, incorporada em todos os departamentos da sociedade... essa escravidão tem existido desde a primeira organização da sociedade, ele continuará a existir até o fim do tempo."

Enquanto Brownlow se opôs à abolição da escravatura, era igualmente contra a secessão do Sul. :136 Argumentava que os separatistas queriam formar um país governado por "Aristocratas moedeiros orgulhosos" da classe dos plantadores de Sul. :135 Brownlow apoiou seu amigo, pró-União candidato John Bell, para Presidente em 1860 e em setembro do mesmo ano, interrompeu uma reunião pró-Breckinridge em Knoxville para treinar com o orador principal da campanha, William Yancey da Carolina do Sul. :29 Quando a Carolina do Sul separou-se, na eleição seguinte de Lincoln em novembro de 1860, Brownlow ridicularizou o estado e sua "miserável folha de couve de uma bandeira de Palmito" como sendo descendentes de britânicos legalistas, possibilitando assim uma afinidade para os tipos de aristrocráticos que regeriam a proposta Confederação do Sul. :140
Em 1861 o jornal Whig Knoxville possuía 14.000 assinantes, :159 e foi considerada pelos separatistas a raiz do sentimento teimoso pró-União no Tennessee leste (região que estrondosamente tinha rejeitado um referendo sobre a secessão, em fevereiro do mesmo ano). Os democratas de Knoxville tentaram conter Brownlow instalando o separatista radical J. Austin Sperry como editor do Knoxville Register, criando uma guerra editorial que durou durante grande parte do ano. Brownlow chamado Sperry de "canalha" e um "libertino" e zombou da circulação relativamente pequena do Register. :214
Durante a Primavera de 1861, Brownlow e seus colegas, Oliver Perry Temple, T. A. R. Nelson e Horace Maynard, propagandearam o leste do Tennessee, fazendo dezenas de discursos pró-União. Em maio e junho de 1861, Brownlow representadou o Condado de Knox na East Tennessee Union Convention, que sem sucesso solicitou ao legislativo estadual para permitir que o leste do Tennessee formasse um Estado separado, alinhado com a União. Nas semanas seguintes após a secessão do Tennessee, em junho de 1861, Brownlow costumava usar o jornal Whig para defender sindicalistas acusados de atos de traição por autoridades confederadas. No Outono de 1861, o Whig foi o último jornal pró-União do Sul. :98

## Guerra de Secessão

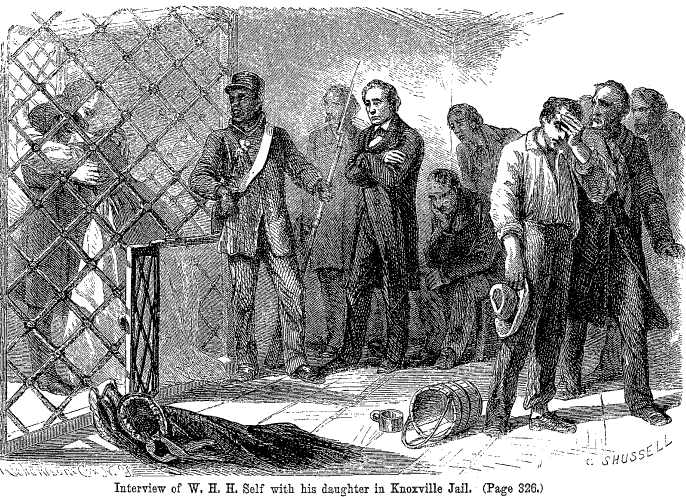
Brownlow (centro) recluso como condenado do Tennessee leste com os incendiários Harrison Self dá adeus a sua filha. Self oportunamente foi perdoado por Jefferson Davis

Em 24 de outubro de 1861, Brownlow suspendeu a publicação do jornal Whig depois de anunciar que as autoridades confederadas preparavam-se para prendê-lo. :254 Em 4 de novembro, ele deixou Knoxville e passou a se esconder nas montanhas Great Smoky, ao sul, onde havia uma forte presença pró-União e gostaria de passar várias semanas na companhia de amigos em Wears Valley e Tuckaleechee Cove. Em 8 de novembro, guerrilheiros pró-União queimaram várias pontes da estrada de ferro no leste do Tennessee e atacaram vários outras. Líderes confederados imediatamente suspeitaram da cumplicidade de Brownlow, mas ele negou qualquer envolvimento nos ataques. :182
Brownlow pediu permissão deixar o estado, que foi concedido pelo Secretário confederado da guerra Judah P. Benjamin. Em 6 de dezembro, quando ele estava em Knoxville se preparando para sair, o Comissário do Condado de Knox Robert B. Reynolds e o promotor J. C. Ramsey prenderam e condenaram Brownlow sob a acusação de traição. Enquanto preso, Brownlow testemunhou os ensaios e os últimos momentos de muitos incendiários de pontes condenados, que anotou em um diário. Ele enviou uma carta para Benjamin protestando contra a sua prisão, escrevendo, "qual é a sua maior autoridade, o Secretário de guerra, um General ou um sujo e embriagado advogado como J. C. Ramsey é!". :318 Benjamin depois ensaiou perdão Brownlow, que foi concedido no final de dezembro de 1861. :200

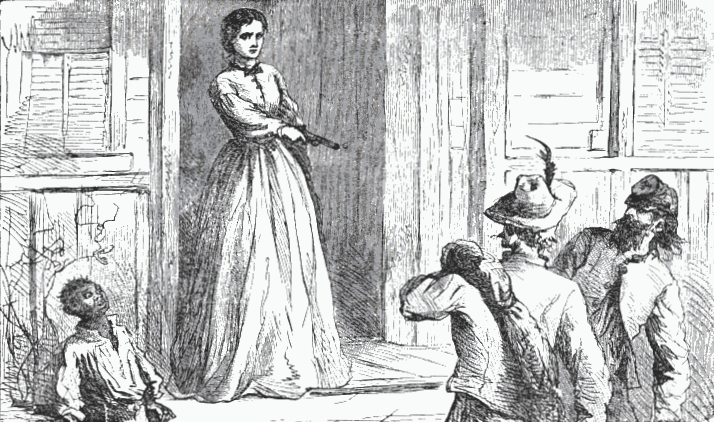
Filha de Brownlow, Susan, ameaçando soldados confederados que tentaram remover a bandeira americana da casa dos Brownlow em Knoxville

Brownlow foi escoltado para Nashville (que o exército da União havia tomado) e cruzou sobre território controlado pela União em 3 de março de 1862. Sua luta contra a secessão fez dele uma celebridade em Estados do Norte, então ele embarcou em uma turnê de palestras, começando com discursos em Cincinnati e Dayton, no início de abril. Ele falou ao lado do governador de Indiana Oliver P. Morton no Metropolitan Hall em Indianápolis no dia 8 de abril e falou com mercadores em Chicago, poucos dias depois. Em 14 de abril, dirigiu-se ao legislativo do estado de Ohio em Columbus. Ele organizou um banquete no Monongahela House em Pittsburgh no dia 17 de abril e falou no Independence Hall na Filadélfia dois dias depois.
Na Filadélfia, o editor George W. Childs convenceu Brownlow para escrever um livro, esboços da ascensão, progresso e declínio da secessão, que foi concluído em maio de 1862. Em setembro, o livro vendeu mais de 100.000 cópias. :239 Brownlow então dirigiu-se para o nordeste, onde discursou para câmara de comércio de Nova York em 14 de maio e falou na Academia de música em 15 de maio. Nas semanas subsequentes, ele falou em Boston, em várias cidades na Nova Inglaterra e mais tarde visitou o oeste de Nova York e Illinois. No final de junho, ele testemunhou no julgamento de cassação de West Hughes Humphreys, um juiz confederado que havia negado fiança para Brownlow após sua detenção em dezembro. :221-233
Em junho de 1862, trabalhadores da fábrica de armas de fogo Colt em Hartford presentearam um revólver para filha de Brownlow, Susan, que ameaçou atirar em dois soldados confederados ao tentarem remover a bandeira americana da casa dos Brownlow em Knoxville em dezembro do ano anterior. :230 Mais tarde em 1862, o autor Erastus Beadle publicou um romance, Parson Brownlow and the Unionists of East Tennessee. Em 1863, a editora de música baseada na Philadelphia Lee and Walker criou uma partitura musical, Parson Brownlow Quick Step. :242-243
Brownlow retornou para Nashville no início de 1863, escoltado pelas forças de Ambrose Burnsides voltou para Knoxville em setembro. Em novembro de 1863, usando os dircusos de sua turnê de palestras, relançou o jornal Whig sob o título, Knoxville Whig e começou a perseguir vingativamente ex-confederados. :251 Passou uma boa porção de 1864 tentando reorganizar a Holston Conference de sua Igreja e realinhá-la com os Metodistas do Norte. :297

## Governador do Tennessee

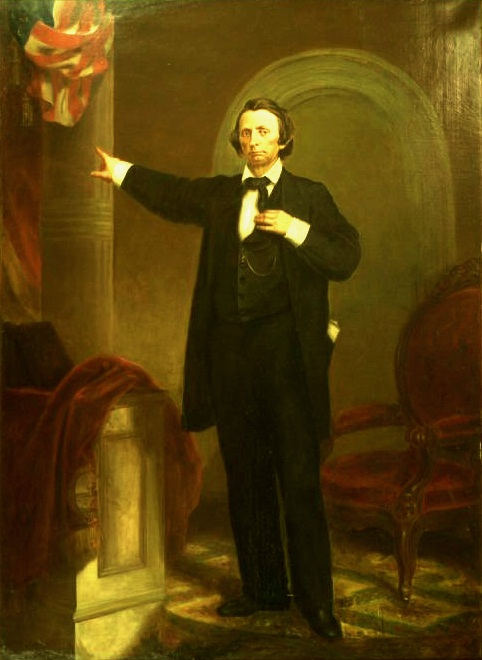
Retrato do governador Brownlow por George Drury

Brownlow foi indicado para disputar para governador, por uma Convenção dos Unionistas do Tennessee, em janeiro de 1865. Ele foi o único candidato. Esta Convenção também apresentou emendas constitucionais do estado proibindo a escravidão e revogava a portaria de secessão. O governador militar, Andrew Johnson, havia decretado uma série de medidas que essencialmente impediam ex-confederados de votar, então no dia 4 de março, Brownlow foi eleito com resultado de 23.352 votos sobre 35 e as alterações aprovadas por uma margem da mesma maneira desequilibrada. :261 A votação confirmou "1/10º teste" do presidente Lincoln  que reconhecia as eleições nos Estados do Sul se a votação total era de pelo menos 1/10 do total da votação na eleição presidencial de 1860. :261
No início de abril de 1865, Brownlow chegou em Nashville, uma cidade que ele desprezou, tendo chamado de um "monturo", e afirmour que ela possuía uma "exalação mortal de traição". Ele foi empossado no dia 5 de abril e submeteu a 13ª emenda para ratificação no dia seguinte. :265 Após que esta alteração foi ratificada, Brownlow apresentou uma série de casos para punir os antigos confederados. Ele cassou o direito de voto pelo mínimo de cinco anos, quem tivesse apoiado a Confederação, e, em casos de líderes confederados, cassação de quinze anos. Mais tarde, ele reforçou essa lei para exigir dos futuros eleitores prova que tinham apoiado a União. Ele tentou impor multas pelo uso de uniforme dos confederados e tentou barrar ministros confederados de realizarem casamentos. :269
Depois de alguns meses no cargo, Brownlow decidiu que Johnson havia sido muito brando com antigos líderes confederados e alinhou-se com os republicanos radicais, um grupo que dominou o Congresso e opôs-se veementemente ao Johnson. Nas eleições para os cargos do legislativo estadual, realizadas em agosto de 1865, Brownlow levantou quase um terço dos votos totais para permitir que o candidato Radical Samuel Arnell ganhasse no 6º distrito. :280 Um pequeno grupo de legisladores do Estado, liderados pelo presidente da câmara dos representantes do Estado William Heiskell, voltou-se contra Brownlow, temendo que suas ações eram demasiado despóticas e aliaram-se a Johnson. :309 Em 1866 Brownlow tinha chegado a acreditar que alguns sulistas estavam tramando outra rebelião, e que Andrew Johnson seria seu líder.
Em 1866, Brownlow começou clamando pelos direitos civis, a ser estendido aos escravos libertos, afirmando que "um fiel Negro era mais merecedor do que um homem branco desleal". :291 Em maio, apresentou a 14ª emenda à ratificação, com apoio dos radicais no Congresso, mas Johnson e seus aliados se opuseram. A minoria de Pro-Johnson na câmara do estado tentou fugir de Nashville para evitar um quorum, então o diretor de protocolo da câmara foi enviado para prendê-los. Ele escolheu dois, Pleasant Williams e A.J. Martin, e manteve ambos na sala da Comissão da câmara, dando à câmara o número necessário de membros presentes para estabelecer um quorum. Após a alteração, aprovada por uma votação de 43 a 11, Heiskell se recusou a assiná-la e se demitiu em protesto. No entanto, seu sucessor assinou, e a emenda foi ratificada. :314 Ao transmitir a notícia ao Congresso, Brownlow insultou Johnson, afirmando: "Meus cumprimentos para o cão morto na Casa Branca". :315 Tennessee foi readmitido à União pouco depois.

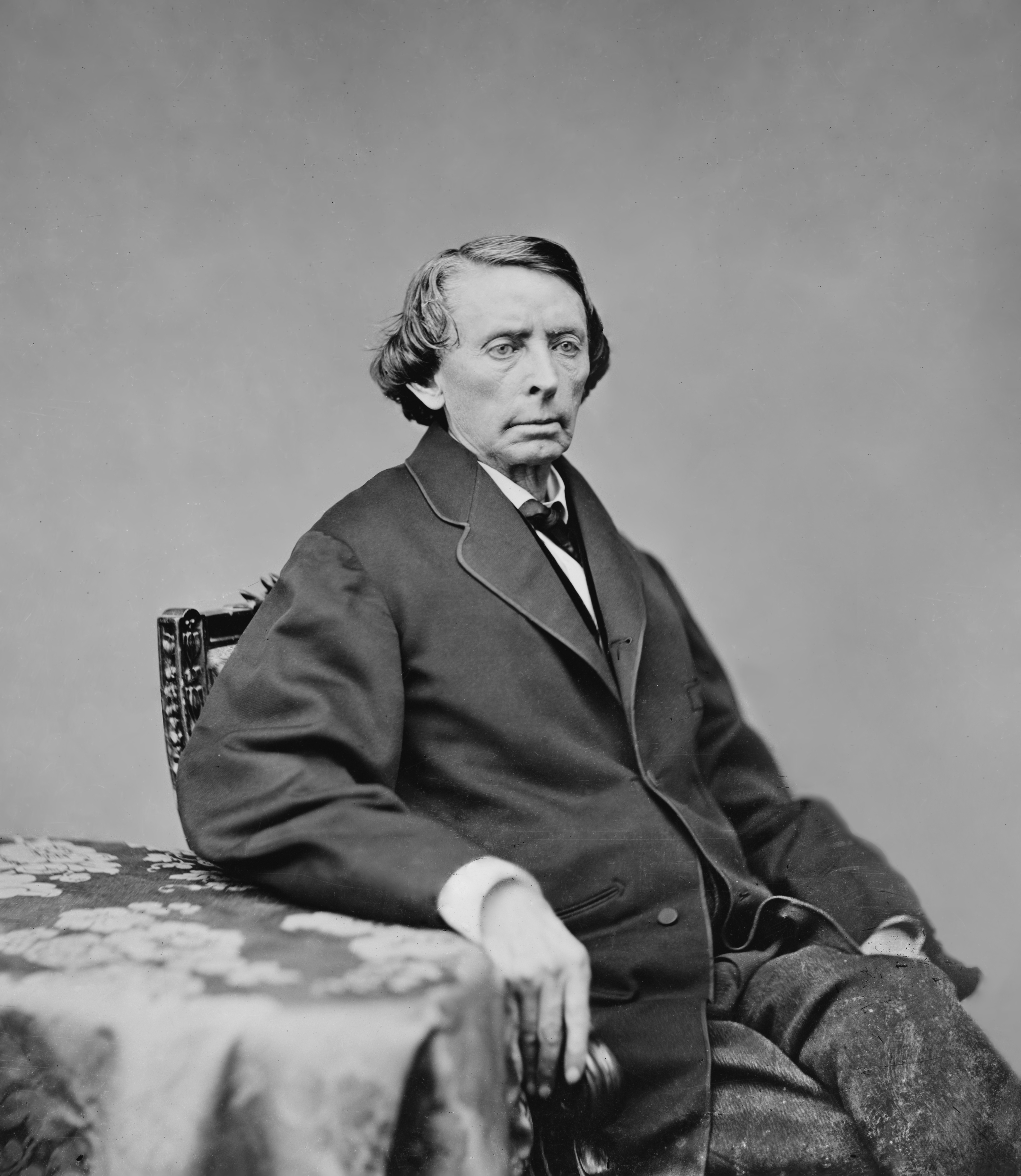
Fotografia de Brownlow por Mathew Brady

Os radicais indicaram Brownlow para um segundo mandato como governador em fevereiro de 1867. Seu adversário era Emerson Etheridge, um crítico frequente da administração Brownlow. No mesmo mês, a câmara dos representantes aprovou um projeto de lei dando aos pretos residentes no estado o direito de voto e a Liga Unionista foi organizada para ajudar neste processo de libertação dos escravos. Membros dessas ligas frequentemente entravam em conflito com ex-confederados políticamente cassados, incluindo os membros da Ku Klux Klan florescente, então Brownlow organizou uma guarda no estado, liderada pelo General Joseph A. Cooper, para proteger os eleitores (e assediar a oposição). :333 Com os ex-confederados do estado sem direito ao voto, Brownlow facilmente derrotou Etheridge, por 74.848 votos contra 22.548. :339
Por volta de 1868 a violência Klan tinha aumentado significativamente. A organização tinha enviado para Brownlow uma ameaça de morte e andou próxima de assassinar o Representante Samuel Arnell. :356 O General Nathan B. Forrest se juntou a Klan, tornando-se seu primeiro Grand Wizard (líder), parcialmente em resposta às políticas de cassação de Brownlow. Forrest e doze outros membros do Klan apresentaram uma petição a Brownlow, afirmando que parariam suas atividades se os confederados recebessem o direito de voto. :360 Brownlow rejeitou isto e começou a reorganizar a guarda do Estado e pressionar o legislativo para dar poderes de ação ainda maiores.
Brownlow apoiou Ulysses S. Grant para Presidente, em 1868 e pediu tropas federais para ficarem estacionadas em 21 condados do Tennessee para combater a crescente atividade da Klan. O legislador estadual concedeu-lhe o poder de cassar inscrições de eleitores em todos os Condados e se pensava que eles incluíram os eleitores confederados cassados. Em outubro de 1868, antes da eleição, Brownlow cassou a inscrição de todos os eleitores no Condado de Lincoln. Após as eleições, dois dos candidatos radicais do Congresso, Lewis Tillman do 4º distrito e William J. Smith do 8º distrito, foram inicialmente derrotados. Brownlow, acreditando na intimidação Klan como o motivo da derrota, descartou os votos do Condado de Marshall e de Coffee, permitindo Tillman ganhar e descartou os votos dos condados de Fayette e Tipton, permitindo Smtih ganhar. :366-367
Em fevereiro de 1869, como o mandato de Brownlow estava perto do final, ele colocou nove municípios sob lei marcial, argumentando que era necessário acalmar a crescente violência da Klan. Também enviou cinco Companhias da guarda do estado para ocupar Pulaski, onde foi fundada a Klan. :372 Depois que Brownlow deixou o cargo em março, Forrest ordenou a Klan para destruir seus trajes e cessar todas as atividades.

## Anos posteriores

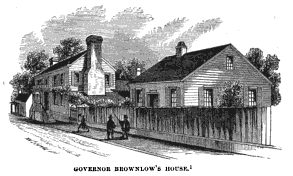
A casa e biblioteca de Brownlow em Knoxville, desenhado por Benson John Lossing

Após sua reeleição como governador, em 1867, Brownlow decidiu que não iria tentar um terceiro mandato e procurou a vaga no Senado que iria ser desocupada por David T. Patterson, genro de Andrew Johnson, em 1869. Em outubro de 1867, o legislativo estadual elegeu Brownlow contra o William B. Stokes por 63 a 39 votos. :347 No momento em que ele foi empossado em 4 de março de 1869, uma doença neural persistente tinha enfraquecido-o consideravelmente, e o Secretário do Senado teve que ler seus discursos. :387 Um de seus discursos foi a defesa de Ambrose Burnside, da União Geral que libertou Knoxville das forças confederadas em 1863. :390
Após o término do seu mandato no Senado em 1875, Brownlow retornou para Knoxville. Tendo vendido o jornal Whig em 1869, ele comprou uma parcela da Knoxville Chronicle, um jornal republicano publicado pelo seu antigo discípulo, William Rule. O nome do jornal foi mudado para Knoxville Whig and Chronicle. :385 Em 1876, Brownlow apoiou Rutherford B. Hayes para presidente. :396 Em Dezembro do mesmo ano, ele discursou na abertura do Knoxville College, que tinha sido estabelecido para os afro-americanos da cidade.
Na noite de 28 de abril de 1877, Brownlow recolheu-se em sua casa e morreu na tarde seguinte. A causa da morte foi dada como "paralisia intestinal". :396 Foi enterrado no Old Gray Cemetery de Knoxville após um cortejo fúnebre, descrito por seu colega, Oliver Perry Temple, como o maior da história da cidade, até aquele momento.

## Legado
Em 1870, William Rule, que tinha sido um jornalista para o Whig, lançou a Knoxville Chronicle, que ele considerava sucessor pró-republicano do Whig. Rule continuou editar este jornal, que acabou rebatizado de Knoxville Journal, até sua morte em 1928. O Knoxville Journal permaneceu um dos jornais diários de Knoxville, até falir em 1991. Adolph Ochs, que mais tarde se tornou editor do New York Times, começou sua carreira Knoxville Chronicle no início da década de 1870.
Brownlow permaneceu uma figura divisionista por décadas após sua morte. Em 1999, o historiador Stephen Ash escreveu, "mais de 120 anos após sua morte", apenas mencionar o que seu nome no Tennessee pode evocar o riso estridente ou maldições amargas. :xi Brownlow tem sido descrito como "O pior governador do Tennessee" e o "homem mais odiado na história do Tennessee". Enquete de 1981 entre cinquenta e dois historiadores do Tennessee classificou os governadores do estado por capacidade, realizações e sentido de estado, colocaram Brownlow em último lugar. Em 1987, a legislatura do estado de Tennessee (que foi dominada pelos democratas) proibiu seu retrato de estado Capitólio.
O jornalista Steve Humphrey argumentou que Brownlow foi um editor de jornal e talentoso repórter, como evidenciado por suas reportagens em eventos como a abertura do Gayoso Hotel em Memphis e em Knoxville quando da epidemia de cólera de 1854. Rule escreveu que Brownlow foi "um mestre do sarcasmo invectivo e ardente, e ele floresceu numa época quando essas coisas eram esperadas de uma jornalista popular". J. Austin Sperry, editor rival de Brownlow no pré-guerra Knoxville, admitiu que Brownlow foi um juiz notável da natureza humana.

## Familia
Brownlow casou com Eliza O'Brien (1819–1914), em 1836. Tiveram sete filhos: Susan, John Bell, James Patton, Mary, Fannie, Annie e Caledonia Temple. Eliza O'Brien Brownlow viveu na residência da família na East Cumberland Avenue em Knoxville, até sua morte em 1914, aos 94 anos de idade. Na década de 1890 e início do século XX, inúmeros visitantes, incluindo três presidentes (William McKinley, Theodore Roosevelt e William Howard Taft), convidaram Eliza Brownlow ao visitar Knoxville.
O filho mais velho dos Brownlow, John Bell Brownlow (1839–1922), foi um coronel do exército da União durante a Guerra Civil. Nas décadas seguintes com a morte de seu pai, ele ajudou a financiar o desenvolvimento de um bairro de Knoxville (ao norte do moderno Fourth and Gill), que durante anos foi conhecido como "Brownlow". Brownlow Elementary School, que serviu este bairro de 1913 até 1995, ainda lá permanece e foi convertida em sotãos urbanos.
O filho mais novo dos Brownlow, James Patton Brownlow (1842–1879), foi também um coronel no exército da União durante a Guerra Civil, sendo mais tarde promovido a brigadeiro-general pelo Presidente Andrew Johnson. Ele serviu como um ajudante geral da guarda do estado durante o mandato de seu pai como governador.
Walter P. Brownlow (1851–1910), sobrinho de Parson Brownlow, serviu como um congressista do 1º distrito do Tennessee de 1897 até sua morte. James Stewart Martin (1826–1907), outro sobrinho de Parson Brownlow (filho de sua irmã, Nancy), serviu como um congressista de Illinois em meados da década de 1870. Louis Brownlow (1879–1963), um proeminente cientista político do século XX e urbanista, era neto de um dos primos de primeiro grau de Parson Brownlow. Ele serviu um mandato tumultuado de 3 anos como prefeito da cidade de Knoxville, na década de 1920.

## Trabalhos

### Jornais
- O Whig, veículo principal de Brownlow, foi publicado sob os seguintes títulos:
  - Tennessee Whig (Maio 16, 1839 – 1840)
  - The Whig (Maio 6, 1840 – Novembro 3, 1841)
  - Jonesborough Whig (Novembro 10, 1841 – Maio 11, 1842)
  - Jonesborough Whig and Independent Journal (Maio 18, 1842 – Abril 19, 1849)
  - Brownlow's Knoxville Whig and Independent Journal (Maio 19, 1849 – Abril 7, 1855)
  - Brownlow's Knoxville Whig (Abril 14, 1855 – Julho 27, 1861)
  - Brownlow's Weekly Whig (Agosto 3, 1861 – Outubro 26, 1861)
  - Brownlow's Knoxville Whig, and Rebel Ventilator (Novembro 11, 1863 – Fevereiro 21, 1866)
  - Brownlow's Knoxville Whig (February 28, 1866 – January 27, 1869)
  - Knoxville Weekly Whig (Fevereiro 3, 1869 – Março 1870)
  - Weekly Whig and Register (c. 1870 – 1871)

- O Knoxville Whig and Chronicle (1875–1877), co-owner with William Rule

### Livros
- Helps to the Study of Presbyterianism: Or, An Unsophisticated Exposition of Calvinism, with Hopkinsian Modifications and Policy, with a View to a More Easy Interpretation of the Same (1834)
- Baptism Examined: Or, the True State of the Case (1842)
- A Political Register, Setting Forth the Principles of the Whig and Locofoco Parties in the United States, With the Life and Public Services of Henry Clay (1844)
- Americanism Contrasted with Foreignism, Romanism and Bogus Democracy, In the Light of Reason, History, and Scripture; In Which Certain Demagogues in Tennessee, and Elsewhere, are Shown Up in Their True Colors (1856)
- The Great Iron Wheel Examined; Or, Its False Spokes Extracted, and an Exhibition of Elder Graves, Its Builder (1856)
- Sketches of the Rise, Progress, and Decline of Secession; With a Narrative of Personal Adventures Among the Rebels (1862)

### Discursos e debates
- "Speech, Being a Reply to Thomas Dog Arnold, Ass, Who Appeared Before the Invitation, On Saturday Night, the 18th of September, 1852, in the Hearing of a Large Audience, and Assailed Said Brownlow" (Knoxville, Tennessee, Setembro 19, 1852)
- "A Sermon on Slavery: A Vindication of the Methodist Church, South: Her Position Stated" (Knoxville, Tennessee, Agosto 9, 1857)
- "Ought American Slavery to be Perpetuated?  A Debate Between Rev. W.G. Brownlow and Rev. A. Pryne Held At Philadelphia, Setembro 1858" (1858)
- "Speech of Parson Brownlow, of Tennessee, Against the Great Rebellion" (New York, Maio 15, 1862)
- "Address to the Loyal People of Tennessee" (Knoxville, Tennessee, Março 18, 1868)

## Ler também
- Ash, Stephen (1999), Secessionists and Scoundrels, Louisiana State University Press, ISBN 0-8071-2354-4
- Robert Booker, "Brownlow Roared Pro-Union Message, Knoxville News Sentinel, 28 June 2011.
- Downing, David C. (2007), A South Divided: Portraits of Dissent in the Confederacy. Nashville: Cumberland House, ISBN 978-1-58182-587-9

## Fonte da tradução
- Este artigo foi inicialmente traduzido, total ou parcialmente, do artigo da Wikipédia em inglês cujo título é «William Gannaway Brownlow».